# Ryszard Bugajski

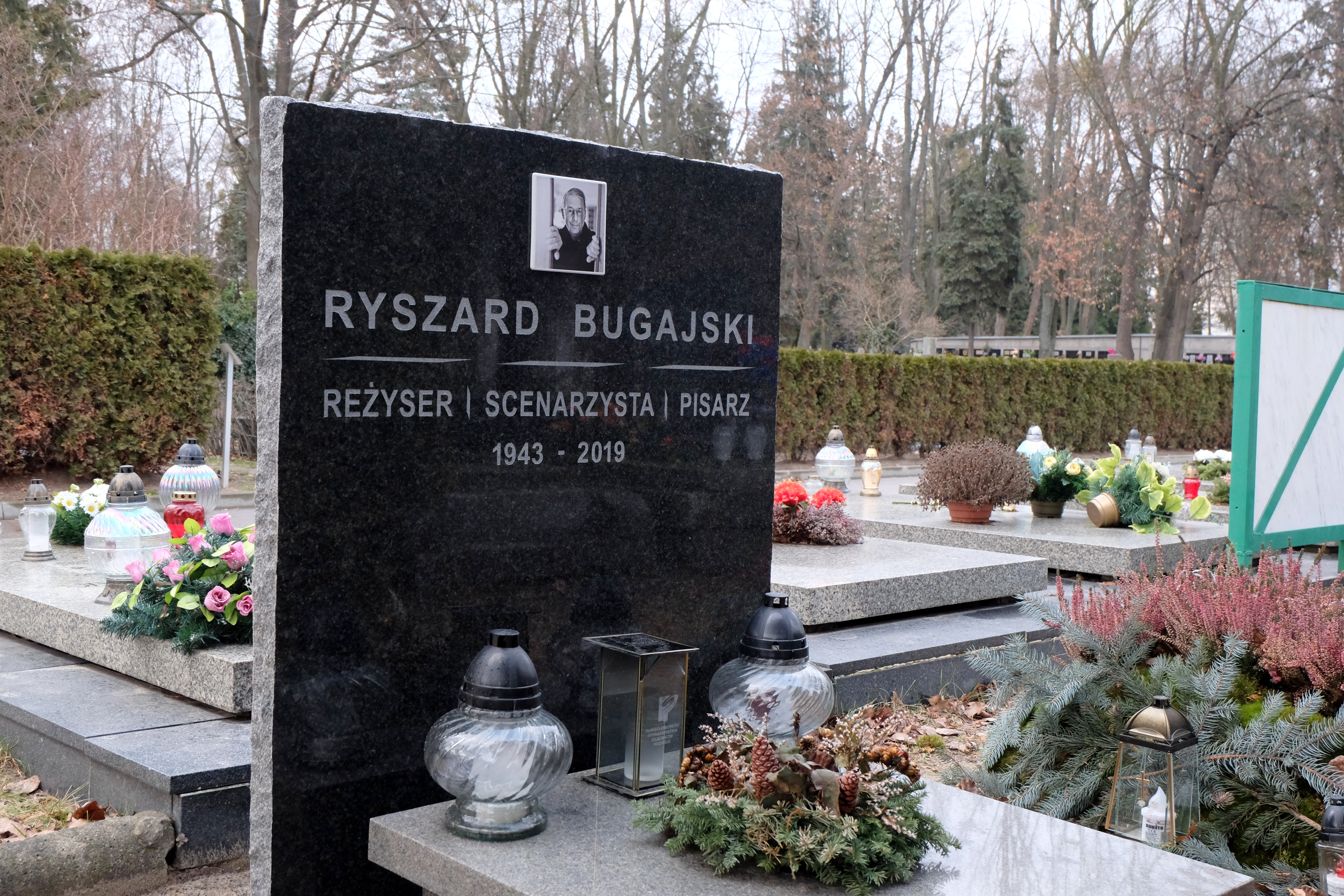
Grób Ryszarda Bugajskiego na Cmentarzu Wojskowym na Powązkach

Ryszard Karol Bugajski (ur. 27 kwietnia 1943 w Warszawie, zm. 7 czerwca 2019 tamże) – polski reżyser filmowy i telewizyjny, pisarz i scenarzysta, współtwórca takich filmów jak Przesłuchanie (1982), Generał Nil (2009), Układ zamknięty (2013) i Zaćma (2016).

## Życiorys
Był synem Edwarda Bugajskiego, działacza przedwojennej PPS. Studiował filozofię na Uniwersytecie Warszawskim i reżyserię w PWSFTviT w Łodzi, którą ukończył w 1973.
Laureat wielu nagród na festiwalach filmowych, m.in. Złotego Grona w Łagowie, nagrody publiczności i nagrody specjalnej na Festiwalu Polskich Filmów Fabularnych w Gdyni, nagrody Srebrny Hugo na Festiwalu Filmowym w Chicago.
W czerwcu 2008 za wybitne zasługi w działalności na rzecz przemian demokratycznych w Polsce, za osiągnięcia w podejmowanej z pożytkiem dla kraju pracy zawodowej i społecznej został odznaczony Krzyżem Oficerskim Orderu Odrodzenia Polski.
29 października 2008 z rąk ministra kultury i dziedzictwa narodowego Bogdana Zdrojewskiego odebrał Złoty Medal „Zasłużony Kulturze Gloria Artis”.
W 2013 otrzymał na festiwalu Solanin Film Festiwal nagrodę Mocnego Solanina „za bezkompromisowe kino, za odwagę, konsekwencję i determinację przy tworzeniu autorskiego kina...”.
Był mężem aktorki Marii Mamony. Zmarł po długiej chorobie 7 czerwca 2019. Dziesięć dni później został pochowany na Cmentarzu Wojskowym na Powązkach w Warszawie (kwatera G dod.-urnowy-14).

## Filmografia
- Kobieta i kobieta (1979)
- Zajęcia dydaktyczne – film TV (1980)
- Przesłuchanie (1982)
- Alfred Hitchcock presents – serial TV USA (1985)
- Strefa mroku – serial TV USA (1987)
- The Hitchhiker – serial TV USA (1988)
- E.N.G – serial TV Kanada (1989)
- T&T – serial TV USA (1989)
- Saying Goodbye film TV Kanada (1990)
- 2. Saying Goodbye (A Promise Broken) – film TV Kanada (1990)
- Clearcut (Wyraźny motyw) – Kanada (1991)
- Gracze (1995)
- W kogo ja się wrodziłem? – film TV (2001)
- Solidarność, Solidarność... (2005)
- Generał Nil (2009)
- Układ zamknięty (2013)
- Zaćma (2016)

Film Przesłuchanie, jako półkownik, był wyświetlany w PRL w „drugim obiegu”, a do oficjalnej dystrybucji wszedł w 1989 roku.

## Spektakle Teatru Telewizji
- Po tamtej stronie świec (1978)
- Trismus (1979)
- Blisko serca (1980)
- Kiedy się ze mną podzielisz (1980)
- Don Carlos (1981)
- Za i przeciw (1996)
- Zagubieni w Yonkers (1999)
- Opera Mydlana (2000)
- Okruchy czułości (2000)
- Miś Kolabo (2001)
- Niuz (2002)
- Akwizytorom dziękujemy (2003)
- Profesjonalista (2004)
- Śmierć rotmistrza Pileckiego (2006)

## Ekranizacje
- Bilet do Frankfurtu, odc. 18. serialu 07 zgłoś się z 1984 na podstawie opowiadania Bugajskiego

## Książki
- Przesłuchanie (1982) powieść ISBN 978-83-76747385.
- Przyznaję się do winy (1985) powieść ISBN 83-07021685.
- Sól i pierz (2000) powieść ISBN 83-72006121.
- Jak powstało „Przesłuchanie” (2010) wspomnienia ISBN 978-83-24718184.